# Cliff Wiley
Cliff Wiley (* 21. Mai 1955) ist ein ehemaliger US-amerikanischer Sprinter.
1977 gehörte er zum US-Quartett, das beim Leichtathletik-Weltcup in Düsseldorf in der 4-mal-100-Meter-Staffel mit 38,03 s einen Weltrekord aufstellte.
1979 siegte er mit der US-amerikanischen 4-mal-100-Meter-Stafette bei den Panamerikanischen Spielen in San Juan.
Der US-Boykott verhinderte eine Teilnahme über 200 m an den Olympischen Spielen 1980 in Moskau.
1981 siegte er bei der Universiade über 400 m und beim Leichtathletik-Weltcup in Rom über 400 m und in der 4-mal-400-Meter-Staffel. 1983 folgte der Triumph über 400 m bei den Panamerikanischen Spielen in Caracas.
1981 und 1982 wurde er US-Meister über 400 m, 1983 US-Hallenmeister über 440 Yards.

## Persönliche Bestzeiten
- 50 m (Halle): 5,80 s, 2. Februar 1980, Ottawa
- 100 m: 10,21 s, 23. April 1977, Lawrence
- 200 m: 20,39 s, 15. August 1979, Zürich
- 400 m: 44,70 s, 21. Juni 1981, Sacramento